# Trial (Radsport)

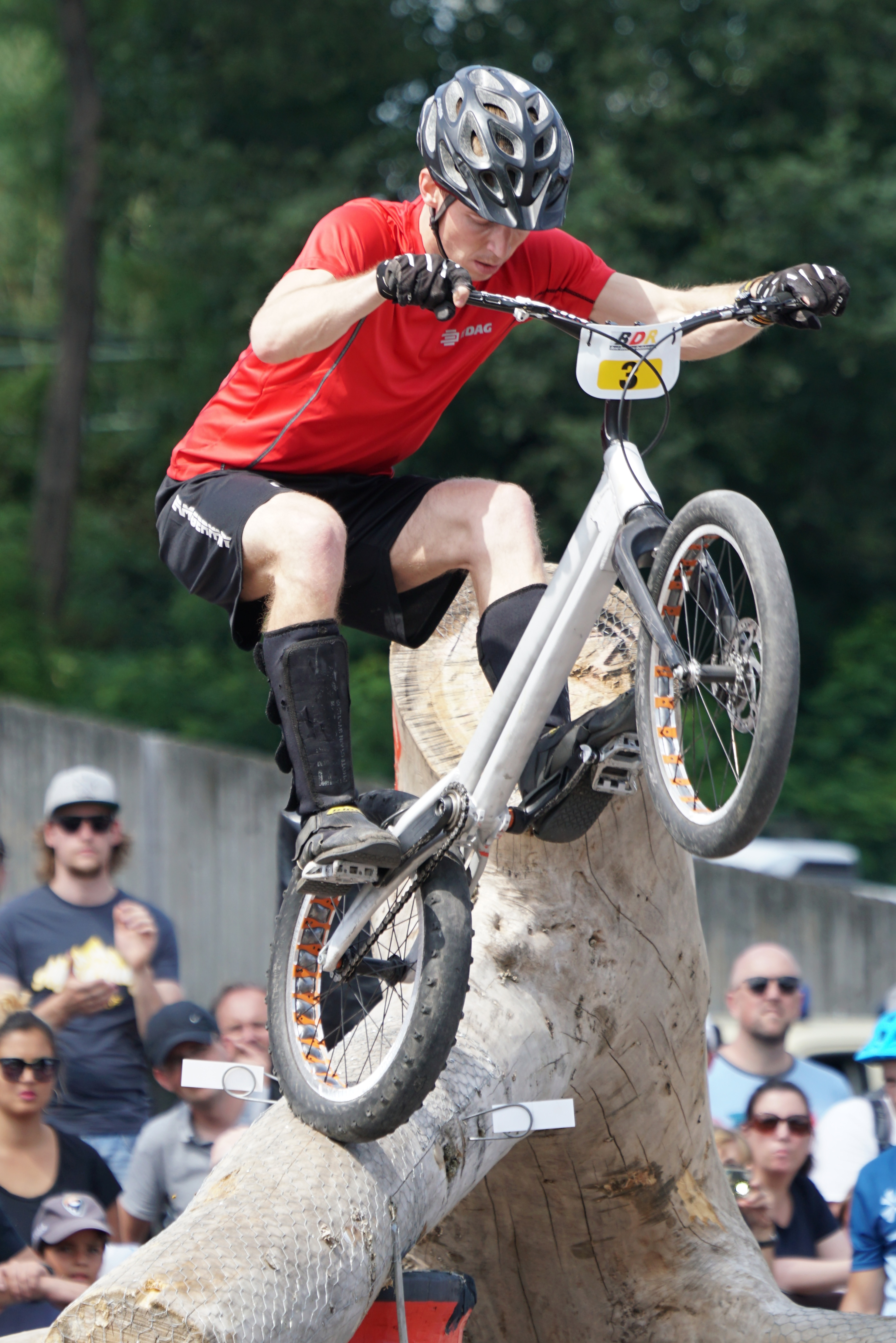
Szene von den Deutschen Meisterschaften 2019

Trial ist der Name einer Disziplin im Radsport, bei der mit dem Fahrrad Hindernisse überwunden werden. Hochrangige Wettkämpfe finden in der Regel unter freiem Himmel auf speziell aufgebauten Kursen statt, der Sport kann aber auch in der Natur oder in Sporthallen ausgeübt werden.

## Entwicklung
Im Motorradsport entwickelte sich das „Trial“ genannte Geländefahren etwa seit 1910. Erste Wettkämpfe, bei denen Trial-Strecken mit Fahrrädern bewältigt wurden, sind seit Ende der 1940er Jahre bekannt. Einen Aufschwung erlebte die Disziplin in den 1970er Jahren durch die Produktion spezieller Trial-Fahrräder in Katalonien. 1985 wurde Trial als Disziplin in den Radsport-Weltverband UCI aufgenommen, unter dessen Ägide seit 1986 Weltmeisterschaften stattfinden. Daneben existiert die BikeTrial International Union (BIU), die ausschließlich Trial betreibt.
Infolge einer Neuorganisation werden die UCI-Weltmeisterschaften im Trial seit 2017 im Rahmen der Urban-Cycling-Weltmeisterschaften abgehalten. Führende Nationen sind Spanien, Frankreich und Deutschland. Daneben gibt es den UCI-Trial-Weltcup mit drei bis fünf Veranstaltungen pro Jahr. Der europäische Radsportverband UEC veranstaltet jährliche Trial-Europameisterschaften, daneben gibt es Asien-Meisterschaften. Seit 2000 gibt es jährlich die „UCI World Trial Youth Games“ für Kinder und Jugendliche zwischen 9 und 16 Jahren.
Außerhalb der eigentlichen Wettkämpfe sind Fahrer wie Danny MacAskill durch die Veröffentlichung von „Street-Trial“-Videos bekannt geworden.

## Trial-Fahrräder

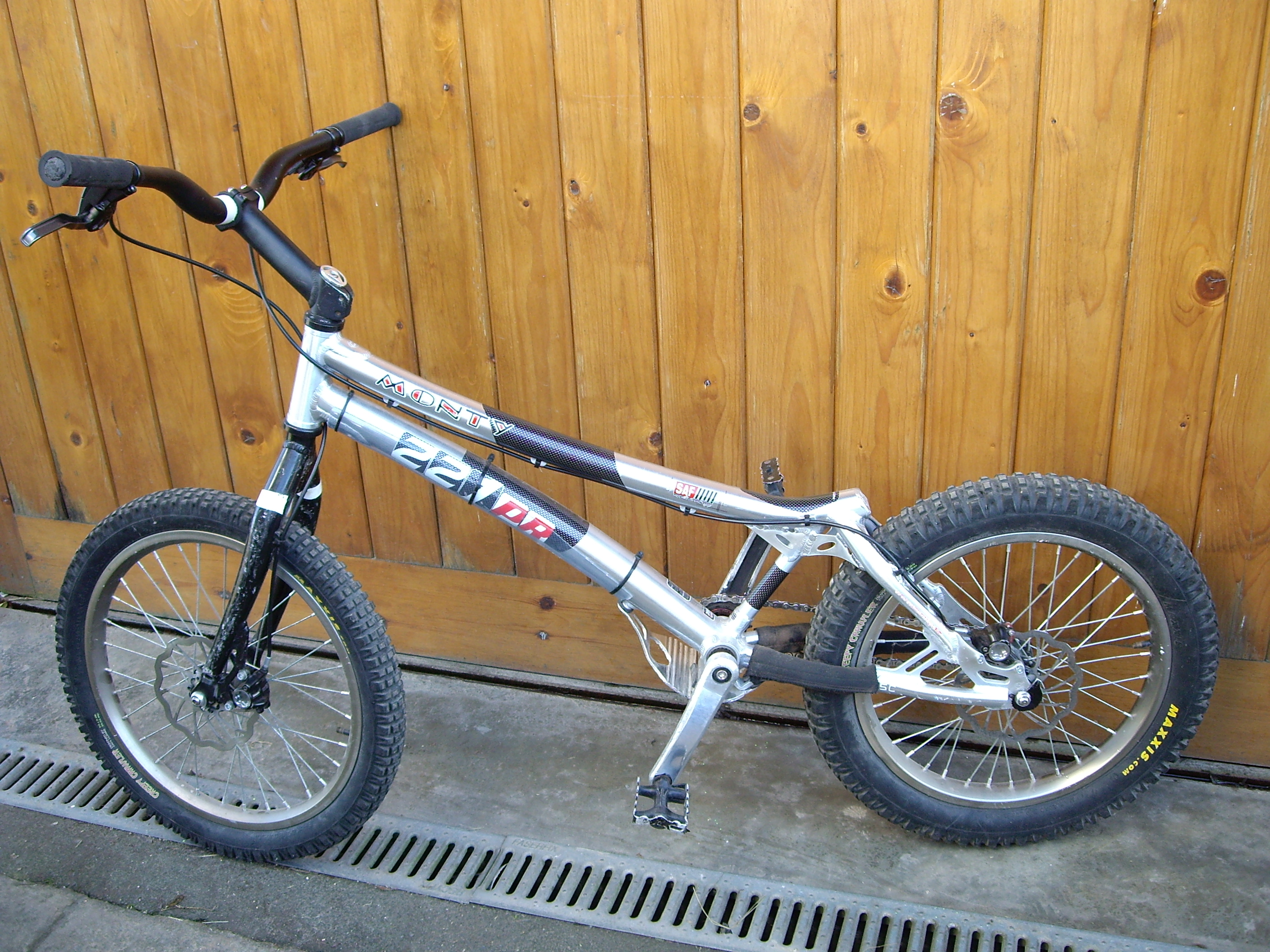
20-Zoll-Trialrad

Grundsätzlich wird Trial mit Rädern ohne Federung und ohne Sattel gefahren. Es wird auf zwei Arten von Fahrrädern getrialt – auf kleineren 20-Zoll-Trialrädern und auf 26-Zoll-Trialrädern, die vom üblichen Mountainbike abstammen. Die Angaben 20 bzw. 26 Zoll beziehen sich auf den Raddurchmesser und sind nicht ganz wörtlich zu nehmen: In der 20-Zoll-Klasse sind Durchmesser von 18 bis 23 Zoll zugelassen, in der 26-Zoll-Klasse solche von 24 bis 26 Zoll. Wettkämpfe bei den Frauen werden meist in der offenen Klasse gefahren, in der 18 bis 26 Zoll zugelassen sind.
Wesentliche Unterschiede zu Mountainbikes sind die sehr geringe Rahmenhöhe; die fehlende oder nur angedeutete Sitzgelegenheit, was zu mehr Bewegungsfreiheit führt; keine Federgabel und wenige Gänge, da nur kleine Übersetzungen benötigt werden; sowie das sehr geringe Gewicht des Rahmens zum leichteren Hüpfen mit dem Trial-Fahrrad. Bei 20-Zoll-Rädern ist in der Regel gar keine Gangschaltung vorhanden.

## Regeln

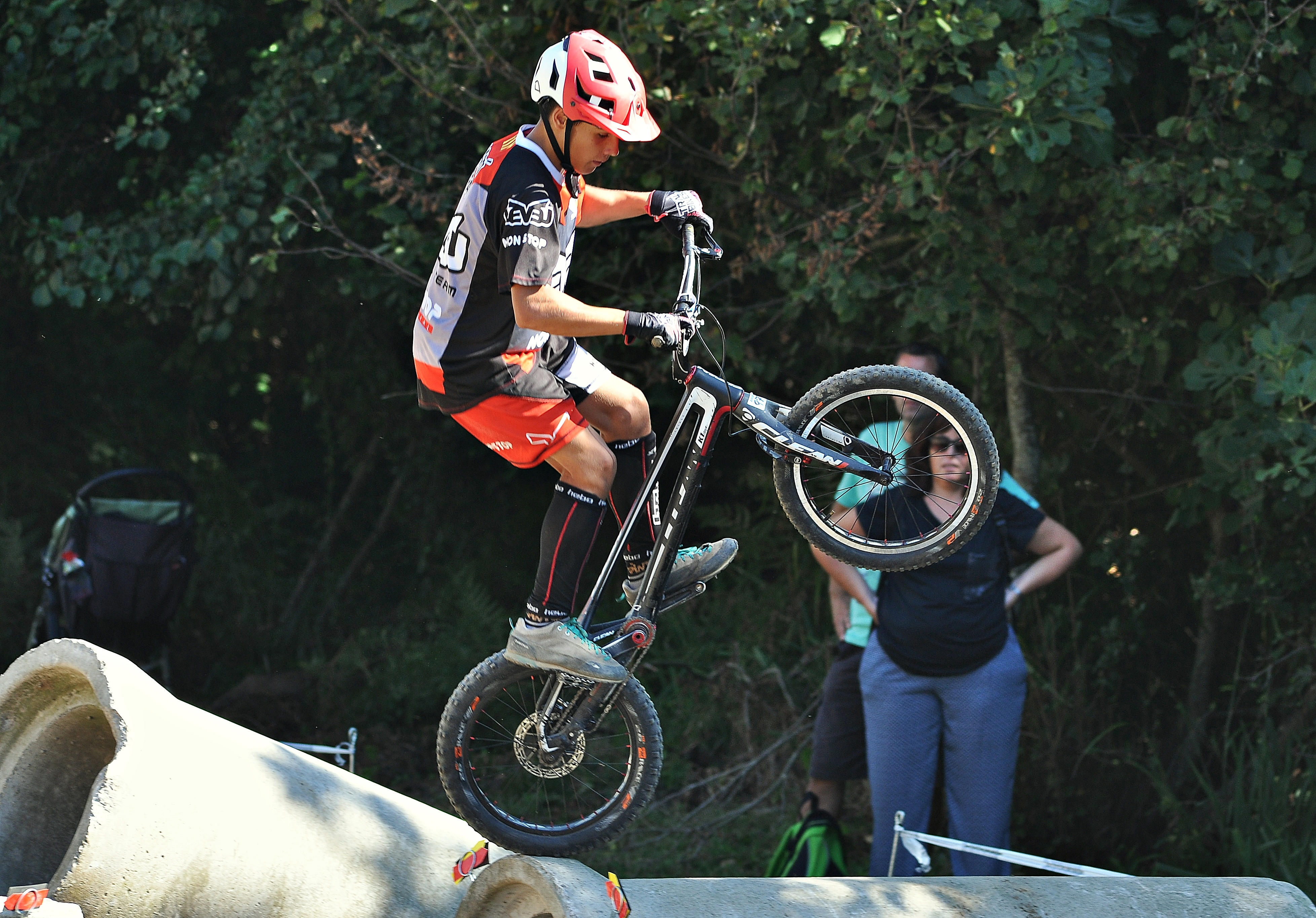
Ein Fahrer navigiert auf dem Hinterrad durch ein Tor, markiert durch die farbigen Pfeile

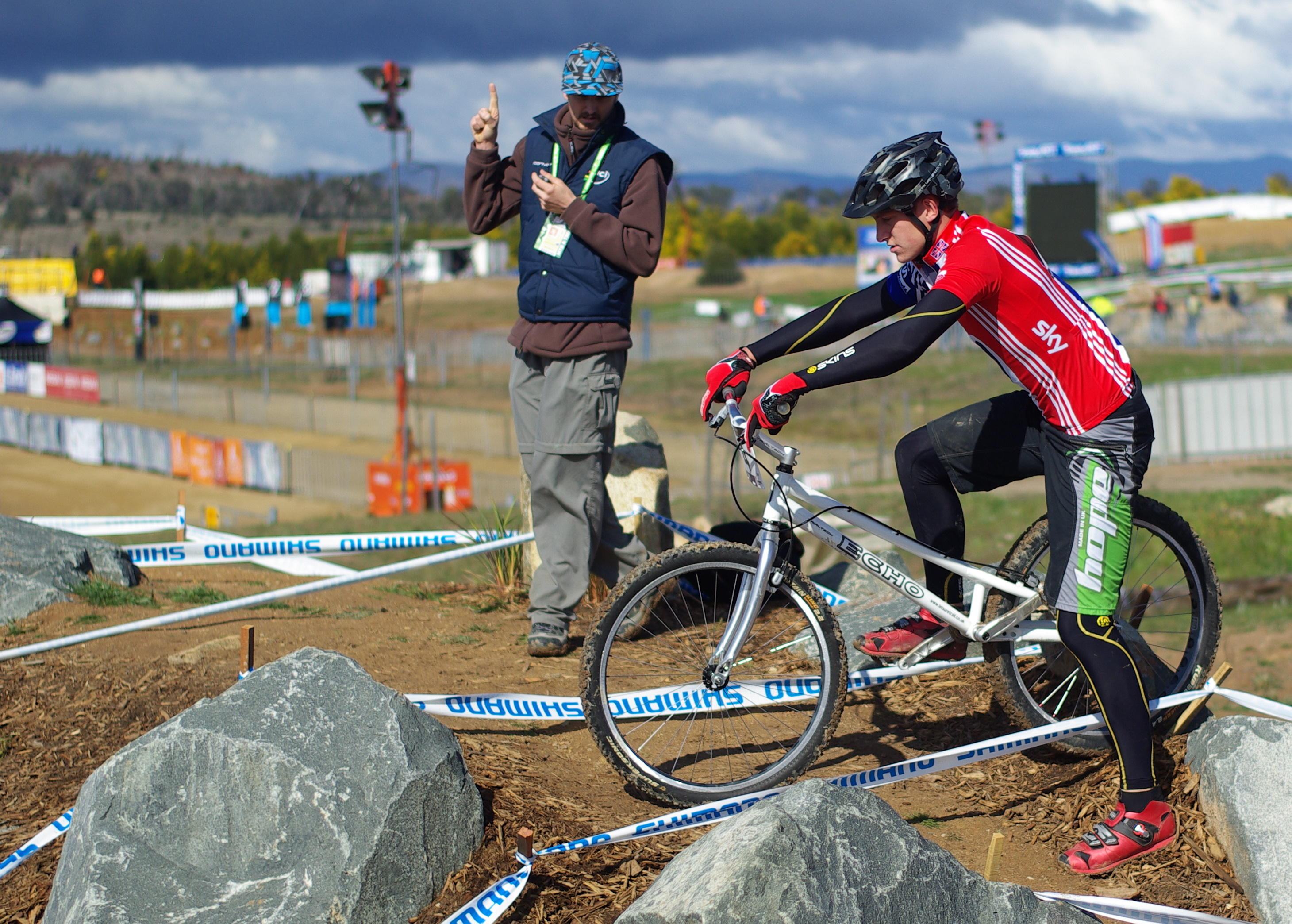
Kampfrichter, der einen Strafpunkt für Aufsetzen des Fußes anzeigt, hier in der 26-Zoll-Klasse

Ziel im Trial-Wettkampf ist es, auf dem Fahrrad einen Parcours aus natürlichen oder künstlichen Hindernissen zu bewältigen. Der Parcours besteht aus einer Anzahl von Sektionen, in denen sich die Hindernisse befinden. Für das Befahren einer Sektion stehen jedem Fahrer zwei Minuten zur Verfügung, um Punkte zu erzielen. Die Summe der in allen Sektionen erzielten Punkte ergibt die Gesamtwertung.
Jede Sektion besteht aus sechs Sektoren mit ansteigendem Schwierigkeitsgrad, die in der vorgegebenen Reihenfolge zu absolvieren sind. Ein Sektor besteht aus einem oder mehreren Toren, durch kleine Markungspfeile gekennzeichnet, die ebenfalls in der vorgegebenen Reihenfolge zu durchfahren sind. Für die erfolgreiche Befahrung eines Sektors gibt es 10 Punkte, pro Sektion sind also bis zu 60 Punkte zu erreichen.
Innerhalb einer Sektion erhält ein Fahrer Strafpunkte für technische Vergehen wie das Aufsetzen mit einem Fuß oder mit einem Pedal. Diese Strafpunkte sind von den normalen Punkten zu unterscheiden und gehen nicht in die Gesamtwertung ein. Erhält ein Fahrer einen Strafpunkt, so gilt der entsprechende Sektor als nicht erfolgreich befahren und zählt 0 Punkte. Der Fahrer kann jedoch weitermachen und in den nachfolgenden Sektoren wieder Punkte sammeln. Bei fünf erreichten Strafpunkten ist die Sektion sofort zu beenden. Bestimmte technische Vergehen zählen fünf Strafpunkte und führen daher sofort zum Abbruch der Sektion. Dazu zählen das Aufsetzen mit beiden Füßen zugleich, das Aufstützen mit der Hand oder das Befahren von Toren außerhalb der vorgesehenen Reihenfolge.
Eine Sektion kann verschiedenste Elemente enthalten wie steile Auf- oder Abfahrten, Bachdurchfahrten, Wurzelpassagen, Felsen, Baumstämme oder -strünke sowie Schotter-, Schräghang- oder Schlammpassagen. Oft werden diese natürlichen Sektionen noch durch künstliche ergänzt. Häufige Elemente sind hierbei Betonröhren, Paletten, Kabelrollen, Bretter, Ölfässer oder ausgediente Autos.
Nehmen mehrere Fahrerkategorien (Frauen/Männer bzw. Altersklassen) an einem Wettkampf teil, so hat jede Kategorie ihre eigenen Tore, deren Markierungspfeile durch eine eigene Farbe kenntlich gemacht sind. Je nach Alterskategorie und Veranstalter besteht ein Parcours aus vier bis acht Sektionen, die ggfs. mehrfach befahren werden müssen.

## Fahrtechniken

### Backwheel Hop
Das Hüpfen auf dem Hinterrad ist eine Technik, die speziell in höheren Wettkampf-Klassen erforderlich ist. Sie wird z. B. gebraucht, wenn zu wenig Platz vorhanden ist, um mit beiden Rädern gleichzeitig auf einem Hindernis zu stehen, oder wenn große Sprünge von Hindernis zu Hindernis gefragt sind („Pedal Kicks“). Auch für große Sprünge nach unten sind Backwheel Hops oft erste Wahl. Am einfachsten zu lernen ist das nach hinten Hüpfen auf dem Hinterrad. Auf der Stelle zu hüpfen fordert einiges an Koordination, und das Springen nach vorne mit den Pedal Kicks ist eine der schwierigsten aller Fahrtechniken überhaupt im Trial.

### Pedal Kick
Pedal Kicks sind Sprünge nach vorne vom Hinterrad aus. Mit ihnen lassen sich ohne Anlauf z. B. Lücken von 2 m und mehr überspringen. Auch recht hohe Stufen können mit einem frontalen Pedal Kick überwunden werden. Dazu lässt man sich, auf dem Hinterrad auf der Stelle hüpfend oder stehend, nach vorne fallen und springt dann dem Gleichgewicht hinterher, indem man gleichzeitig explosiv die Hüften in Richtung Lenker bewegt, die Hinterradbremse löst und einen kräftigen Kick in die Pedale gibt. Man kann mehrere Pedal Kicks direkt aufeinander folgen lassen oder bereitet den nächsten Sprung zunächst durch kleinere Hüpfer auf dem Hinterrad vor.

### Coustellier
Namensgeber dieser Technik ist das französische Brüderpaar Gilles und Giacomo Coustellier, das diese Trialtechnik entwickelte und zuerst anwandte. Sie basiert fahrtechnisch auf dem Prinzip des „Pedal Kick“, wobei durch stärkere Verlagerung des Körperschwerpunktes nach vorne die gezielte Landung am angesteuerten Hindernis zunächst auf dem Vorderrad erfolgt. Mit einer erneuten Verlagerung des Körpergewichts und einem gleichzeitigen Öffnen der Vorderradbremse „coustet“ der Fahrer anschließend auf das Hinterrad oder rollt auf beiden Rädern aus.
Der „Coustellier“ (kurz: „Coust“) erfordert ein erhöhtes Maß an Koordination und Präzision. Der Vorteil besteht hierbei darin, dass der Fahrer mit einer geringeren Standfläche auf dem anvisierten Hindernis auskommt, da er nicht gleichzeitig mit beiden Rädern landen muss. Darüber hinaus gelingt es hiermit auch, eine im Vergleich zum gewöhnlichen „Pedal Kick“ größere Distanz zu überbrücken.